# Stehnen
Stehnen (Luxemburgs: Stienen) is een plaats aan de N4 nabij Aarlen in de Belgische Provincie Luxemburg.

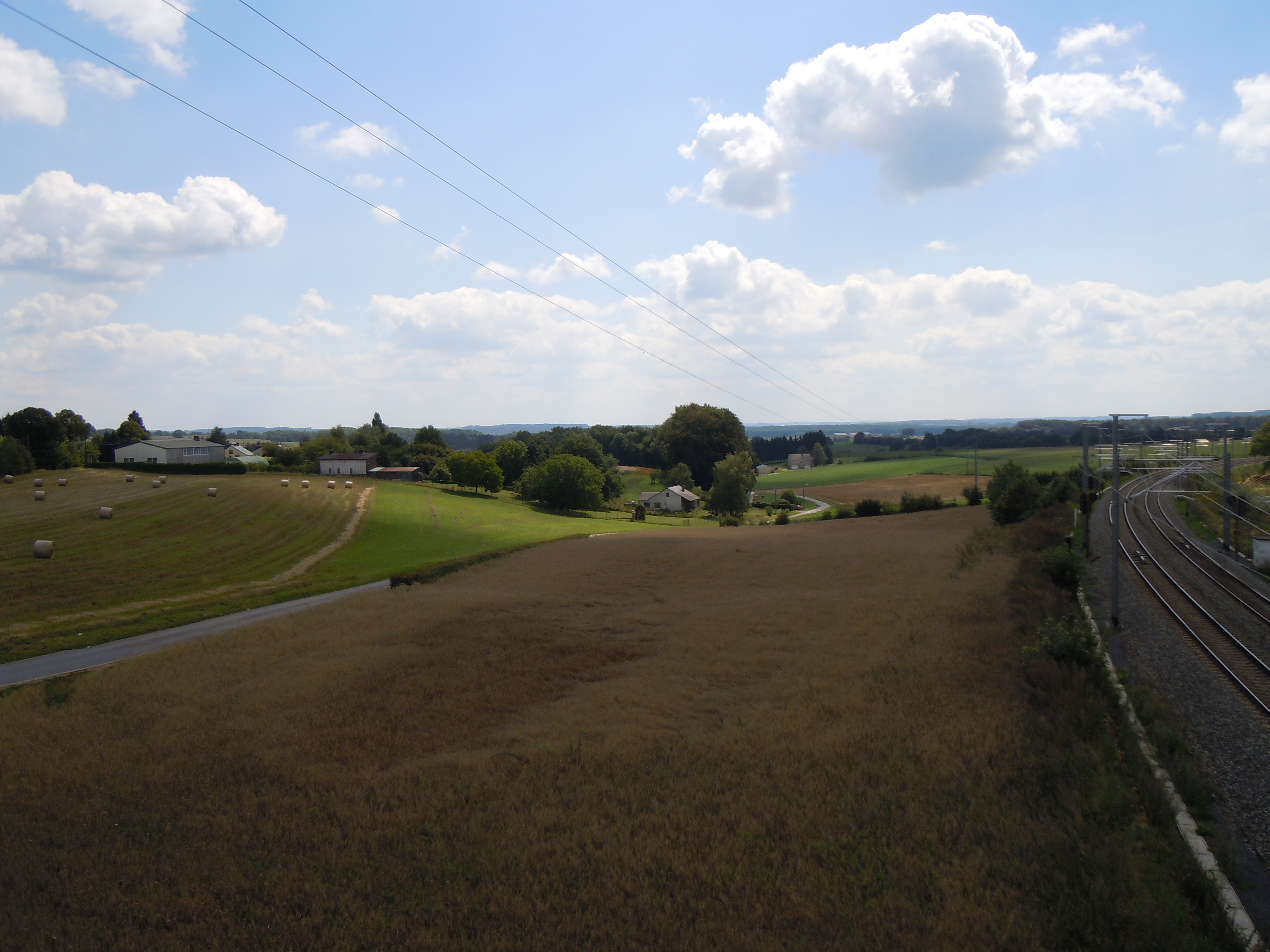
Uitzicht over het dorp gezien vanuit het noordwesten.

Deelgemeenten: Aarlen · Autelbas-Barnich · Bonnert · Guirsch · Heinsch · Toernich

Overige kernen: Autelhaut · Barnich · Clairefontaine · Fouches · Frassem · Freylange · Heckbous · Rosenberg · Sampont · Schoppach · Sesselich · Seymerich · Stehnen · Sterpenich · Stockem · Udange · Viville · Waltzing · Weyler · Wolberg

Belgische gemeenten · Arrondissement Aarlen · Luxemburg · Wallonië